# Giovanni Battista Rinuccini
Pour les articles homonymes, voir Rinuccini.
Giovanni Battista Rinuccini, né le 15 septembre 1592 à Rome et mort le 28 décembre 1653 à Fermo, est un archevêque catholique romain du milieu du XVIIe siècle. Il était un éminent lettré et il gravit tous les échelons sacerdotaux jusqu'à devenir archevêque de Fermo en Italie. Il est surtout connu pour avoir été nonce apostolique pendant les guerres confédérées irlandaises, volet irlandais des guerres des Trois Royaumes.

## Biographie

### Jeunesse
Né à Rome en 1592, il était le fils d'un patricien de Florence et de la sœur du cardinal Ottavio Bandini. Il suivit ses études à Rome, puis dans les universités de Bologne, de Pérouse, et enfin de Pise. C'est là qu'il obtint son diplôme de docteur à l'âge de vingt-deux ans, et il put ainsi être ordonné prêtre. Il retourna à Rome, où il se distingua comme avocat dans les tribunaux ecclésiastiques, et fut nommé archevêque de Fermo en 1625. Il se consacra activement aux devoirs de sa charge, et vingt ans de sa vie s'écoulèrent ainsi sans fait marquant.

### Mission en Irlande
Exaspérés par l'oppression anglaise protestante, les Irlandais catholiques avaient pris les armes, mais leurs généraux étaient incompétents ou se querellaient entre eux. Aussi ils allèrent quérir de l'aide auprès des Espagnols et du pape Innocent X. Ce dernier envoya Rinuccini en Irlande, en remplacement du nonce Pierfrancesco Scarampi, afin d'aider la Confédération irlandaise dans sa lutte contre la domination britannique. Rinuccini s'embarqua à La Rochelle et, après avoir failli être capturé par un navire anglais, il arriva à Kenmare dans le comté de Kerry avec une escorte de 26 Italiens, plusieurs officiers irlandais et le secrétaire de la Confédération irlandaise, Richard Bellings. À Kilkenny, la capitale de la Confédération, il fut reçu avec de grands honneurs. Il y affirma, dans son discours en latin, que l'objet de sa mission était de soutenir le roi d'Angleterre face aux Parlementaires puritains, mais qu'il tenait par-dessus tout à aider le peuple irlandais catholique dans sa lutte pour le libre exercice de sa religion, et à récupérer les églises et les biens ecclésiastiques confisqués par les Protestants.
Il amenait avec lui des armes, des munitions et de l'argent : deux mille mousquets et cartouchières, quatre mille épées, deux mille fers de lance, quatre cents paires de pistolets, vingt mille livres de poudre et environ vingt mille livres sterling pour financer l'effort de guerre. Ces fournitures lui permirent d'exercer une énorme influence sur la politique intérieure de la Confédération, car il distribuait l'argent et les armes pour des actions militaires spécifiques, se gardant de les mettre en totalité à disposition du gouvernement de la Confédération, ou du Conseil Suprême.
En faisant cela, il espérait pouvoir agir sur la stratégie politique des Confédérés, empêcher leur rapprochement avec Charles Ier et les Royalistes pendant la guerre civile anglaise, et viser la fondation d'une Irlande indépendante gouvernée par les catholiques. En particulier, il voulait faire en sorte que les temples protestants et les terres conquises par la rébellion restassent aux mains des catholiques. Ceci était en accord avec ce qui se passait dans les zones contrôlées par les Catholiques pendant la guerre de Trente Ans, et cela pouvait être interprété comme faisant partie d'une plus vaste Contre-Réforme à l'échelle européenne. Cela pouvait aussi être vu comme la lutte d'un peuple pour son indépendance et sa liberté religieuse. Rinuccini avait aussi l'espoir utopique d'utiliser l'Irlande comme base, en vue de rétablir le catholicisme en Angleterre. Pourtant, à part quelques succès militaires, comme la bataille de Benburb, le principal résultat de ses efforts fut d'aggraver les dissensions entre les différentes factions des Confédérés irlandais.

### Les factions en Irlande
Le Conseil Suprême des Confédérés était dominé par de grands propriétaires terriens, principalement des « vieux Anglais » (Irlandais d'origine anglaise de confession catholique), qui étaient très désireux de parvenir à un accord avec les Stuarts, qui leur garantiraient leur propriété foncière et leurs pleins droits civiques et religieux. Mais beaucoup au sein de la Confédération n'étaient pas d'accord avec eux, désirant des conditions meilleures, comme l'autogouvernance du pays, la restitution des terres confisquées lors des Plantations en Irlande, et l'établissement du catholicisme comme religion d’État. Un point particulièrement délicat lors des négociations avec les royalistes était l'insistance de certains Irlandais catholiques à vouloir conserver les temples protestants pris pendant la guerre par les catholiques. Rinuccini accepta les promesses du Conseil Suprême que de telles préoccupations seraient abordées lors des négociations de paix engagées en 1646 avec James Butler, 1er duc d'Ormonde et les royalistes.
Pourtant, lorsque ses termes en furent rendus publics, il s'avéra que le traité n'autorisait que la pratique privée du catholicisme. Rinuccini, prétendant qu'il avait été délibérément trompé, soutint les partisans de la lutte armée, dont faisaient partie la plupart du clergé catholique et certains commandants militaires irlandais, comme Owen Roe O'Neill. Et quand les membres du Conseil Suprême tentèrent de faire accepter le traité de paix qu'ils avaient signé avec Ormonde, Rinuccini les excommunia et contribua à faire rejeter cet accord par l'Assemblée générale de la Confédération. L'Assemblée fit arrêter les membres du Conseil pour trahison, et élut un nouveau Conseil Suprême.

### Défaite en Irlande, et retour en Italie
Mais, l'année suivante, les tentatives de la Confédération pour chasser les armées anglaises (principalement parlementaires) hors du pays se soldèrent par les désastreuses batailles de Dungan's Hill et de bataille de Knocknanuss. Cela calma l'ardeur des Confédérés, qui se hâtèrent, en 1648, de conclure un nouveau traité avec les Anglais royalistes, afin d'essayer d'empêcher la conquête de l'Irlande par les Parlementaires. Bien que les termes de ce second accord fussent meilleurs que ceux du premier, Rinuccini tenta encore de le faire avorter. Mais cette fois-là, le clergé catholique était partagé entre l'acceptation et le refus de ce traité, tout comme les chefs militaires de la Confédération et l'Assemblée générale. Finalement le traité fut accepté par la Confédération, qui prononça sa propre dissolution et se joignit à la coalition royaliste. Rinuccini soutint alors Owen Roe O'Neill qui, à la tête de son armée d'Ulster, se battit contre ses anciens camarades qui avaient accepté le traité. Le nonce tenta en vain de renouveler son succès de 1646, en excommuniant ceux qui approuvaient la paix. Cette fois les évêques irlandais eux-mêmes étaient divisés sur cette question, et l'autorité de Rinuccini s'en trouva affaiblie. Owen Roe O'Neill se montra incapable de renverser militairement l'équilibre politique, et, lorsque Ormonde livra Dublin aux Parlementaires, déclarant qu'il préférait les rebelles anglais aux rebelles irlandais, Rinuccini désespéra de la cause catholique en Irlande, et il quitta le pays en 1649. La même année, Cromwell conduisit la reconquête cromwellienne de l'Irlande, à la suite de laquelle le catholicisme fut totalement réprimé. Sa pratique fut interdite, les terres des irlandais catholiques furent confisquées en masse, et tout le clergé catholique qui put être capturé fut exécuté.
Rinuccini retourna à Rome, où il rédigea un compte-rendu détaillé de son séjour en Irlande. Selon son rapport, les divisions ethniques étaient les responsables de la désunion irlandaise. Il cite en particulier le double jeu des « vieux Anglais d'Irlande » comme raison de la défaite catholique. Il écrit que, bien que moins civilisés, les Irlandais gaéliques étaient de plus sincères catholiques. Il mourut à Fermo en 1653.

## Succession apostolique
Giovanni Battista Rinuccini a ordonné les évêques suivants :
- Évêque Talento de' Talenti (1640)
- Évêque Patrick Plunkett, O.Cist. (1648)
- Évêque Robert Barry (1648)
- Évêque Boetius MacEgan (en), O.F.M. (1648)
- Évêque Terence Albert O'Brien (en), O.P. (1648)
- Évêque Anthony MacGeoghegan (en), O.F.M. (1648)
- Évêque Walter Lynch (en) (1648)
- Évêque Andrew Lynch (1648)
- Évêque Arthur Magennis, O.Cist. (1648)
- Évêque Olivier Darcy, O.P. (1648)

## Œuvres littéraires
Rinuccini écrit une série d'œuvres, y compris les livres sur la philosophie, la rhétorique, l'histoire et la géographie. Tout en considérant ses écrits religieux comme ses œuvres les plus importantes, le livre le plus populaire était le Cappuccino Scozzese (moine écossais), une vie romancée de le moine écossais Leslie George.